# 阮知方
阮知方（越南语：／；1799年8月21日—1873年12月20日），原名阮文章（越南语：／），字含章（越南语：／），號唐川（越南语：／），越南阮朝的大臣。在法國勢力入侵越南時，他曾率領越軍在峴港（1858年）、嘉定（1861年）和河內（1873年）抵抗法軍。

## 生平
西山景盛七年（1799年），阮知方出生在肇豐府廣田縣政祿社（今屬承天順化省豐田縣）。阮知方父親以詩禮起家，經常在災荒時節周濟鄰里。阮知方年少時胸懷大志，不願從事科舉八股，而喜歡誦讀《尚書》、《孝經》、《論語》和《左傳》等書。
明命初年，阮知方擔任戶部書記。期間，阮知方遇到了大臣阮登洵，阮登洵善於相面，認為阮知方他日必成大器。後來，阮知方憑藉文采出眾，擔任文書房編修，歷任侍講學士，充辦閣務。明命十二年（1831年），升侍講學士。明命十三年（1832年），阮知方曾前往呂宋採買，因為不稱旨，貶為員外郎。明命十五年（1834年），升尚寶卿，再充辦內閣，歷任侍郎，充往江流波（新加坡）、檳榔嶼公幹。明命十六年（1835年），阮知方前往嘉定探訪黎文𠐤造反情形。當時朝廷大軍正在商議進攻藩安城，阮知方上疏請求留下參與攻城。在攻城戰鬥中，阮知方作戰勇猛，明命帝稱讚他“文臣知兵”，賞賜一塊白玉牌。明命十八年（1837年），阮知方加參知銜，充機密院大臣。於黎伯秀充內務巡查。因不能細察，又辱罵制使，貶為內務府書吏。同年冬天，起復主事，充郎中，護理內務府關防。明命十九年（1838年），升禮部左侍郎，充辦閣務，特賜按從二品領俸祿。明命二十年（1839年），加參知銜。明命二十一年（1840年），權署南義巡撫。阮知方在巡撫任內，在沱㶞增設炮臺，籌備海防，獲得明命帝嘉獎。不久升工部左參知。
紹治元年（1841年），真臘和南圻地區發生叛亂，暹羅發兵支持叛軍。阮知方護理安河總督，奉命駐守前江地區，配合黎文德、范文典等部，擊退了暹羅軍。紹治帝賜阮知方御製詩一首，嘉獎戰功。不久，阮知方改署隆祥總督。紹治五年（1845年），阮知方、尹蘊、尊室議三人在嘉定會合武文解部，進兵攻打真臘，擊敗真臘和暹羅軍隊，包圍其首都烏棟城。暹軍統帥博丁德差派人求和，兩軍停戰。隨後阮知方撤軍回到了鎮西。紹治帝以舉措合宜，升阮知方為署協辦大學士，仍充欽差大臣。紹治七年（1847年），真臘國王安東（匿螉）上表投降。紹治帝敘功，賜阮知方安西智勇將金牌，實授協辦大學士，領工部尚書，充機密院大臣，封壯烈子（越南语：／）。同年（1847年）九月，紹治帝逝世，阮知方與張登桂、武文解、林维浃被任命為輔政大臣，輔佐嗣位的嗣德帝。嗣德帝晉封阮知方為壯烈伯（越南语：／）。嗣德三年（1850年），嗣德帝任命阮知方為南圻經略使，領定邊總督兼隆祥安河二道。嗣德六年（1853年），升署東閣大學士。該年大計，嗣德帝以阮知方“在外宣勞”，賞一面廉平勤幹金磬，尋命充南圻經略大使。
嗣德十一年（1858年），法軍海軍中將夏爾·里戈·德·熱諾伊利（Rigault de Genouilly，即黎峨）率法國和西班牙軍艦攻陷峴港。阮知方奉命抵抗侵略軍，筑蓮池屯，並自海洲至福寧建造長壘，分兵把守。阮知方戰敗，從福寧屯退往耐軒屯和蓮池屯。
嗣德十三年（1860年），阮知方奉命前往南圻抵抗法軍，並推薦潘清簡和阮伯儀管理廣南事務。嗣德十四年（1861年），法軍進攻嘉定。越軍戰敗，阮知方在抵抗中受傷，退守邊和，其弟贊理阮惟和贊襄尊室峙陣亡。廷議降阮知方為參知，送往平順治療。同年十一月，邊和省失守，廷臣上奏，稱阮知方為朝廷重臣，深諳行陣，廷臣“無出其右者”，請求開復職銜，令往邊和抗敵。於是，阮知方開復為兵部尚書，前往邊和。路過廣南時，阮知方和省臣陶致、阮軒商議增修沱㶞屯。

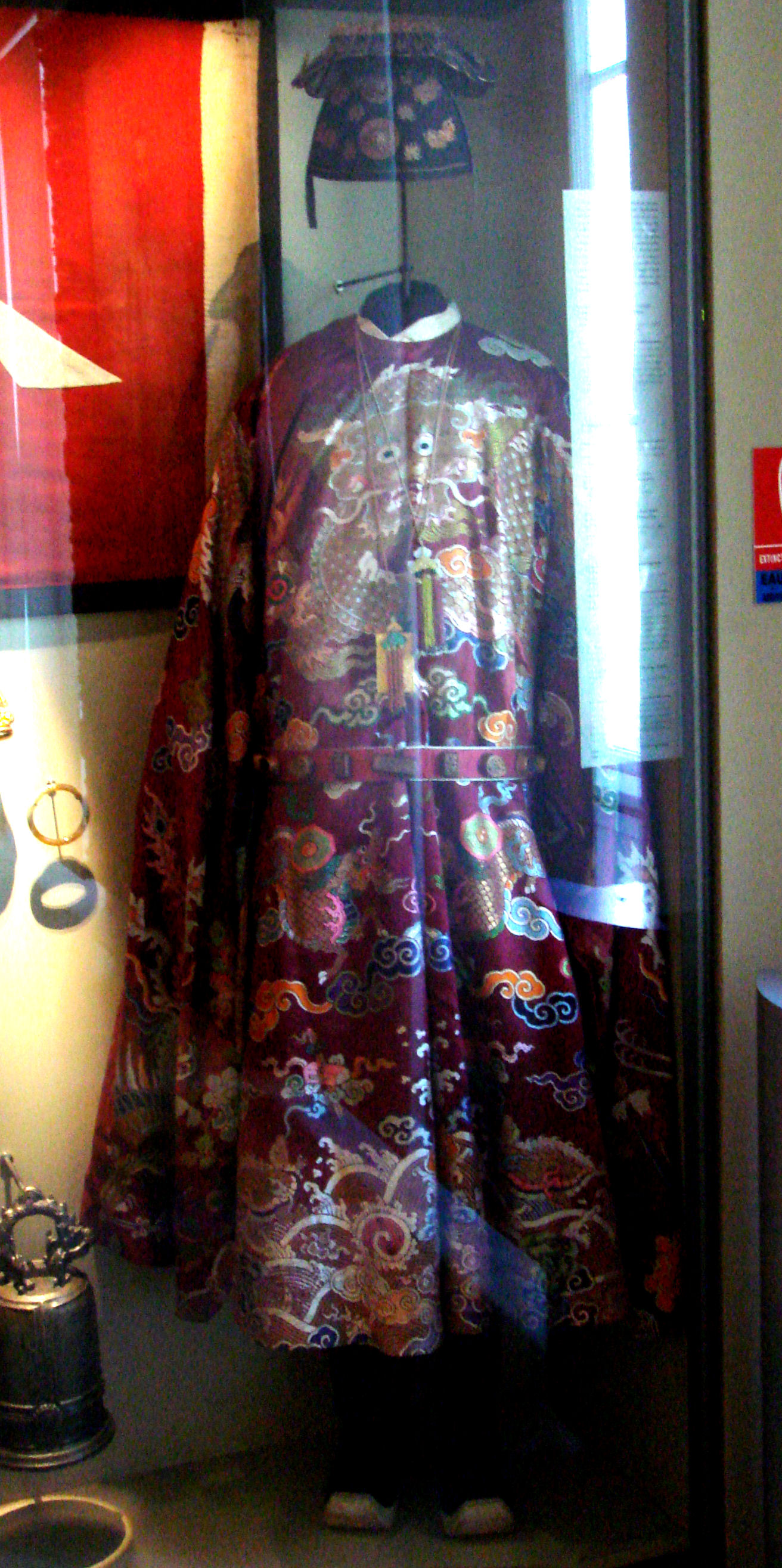
阮知方的補服

嗣德十五年（1862年），越南和法國達成《西貢條約》，阮知方返回順化。同年，北寧省發生叛亂，阮文盛推舉黎維褞為盟主，反抗阮朝。廷臣再次以阮知方深諳行陣為由，舉薦他擔任西北總統軍務大臣，前往平定叛亂。阮知方到任後，平定了北寧省叛亂。次年，阮知方升署協辦大學士。隨後，阮知方收復了太原省，抓獲了叛亂首領。不久阮知方又改任總統海安軍務大臣，討伐據守海陽和廣安的殘餘叛軍。嗣德十八年（1865年），阮知方遣阮文偉擊退侵犯海陽的叛軍。不久又聯合清軍，收復被叛軍佔領的海寧。嗣德十九年（1866年），是年大計，阮知方升授武顯殿大學士。同年十月，因為平定叛軍的功勞，阮知方和另一位平叛功臣武仲平被召回順化。
嗣德二十一年（1868年），吳鯤在高平起兵叛亂，阮知方奏請前往高平平叛，嗣德帝以兵部事繁，而阮知方年高多病為由，不許。尋改阮知方為工部尚書，仍充機密院大臣。嗣德二十四年（1871年），加太子太保銜。隨即，阮知方因錯革除太子太保銜，降為協辦大學士。
嗣德二十五年（1872年），由於太平天國殘餘勢力黃旗軍、黑旗軍和白旗軍逃入越南境內並發生內訌，嗣德帝下令黃繼炎等人進軍討伐，並任命阮知方為宣察董飭大臣，前往北圻山西、海陽視察平叛大軍。
嗣德二十六年（1873年），越方逮捕了一些來越南販賣食鹽的中國商人。而此事觸犯了法國的利益，法軍亦扣押了相關的越南官員。阮知方派人前往廣東會館，與法國人涂普義（Jean Dupuis）談判。此時法國人試圖通過佔領越南來作為侵略中國的據點，因此安鄴大尉率170名士兵前往北圻，聲稱前去處理涂普義事件。安鄴一行來到河內，沿途受到越南官員的款待。安鄴到河內後，要求駐軍於城中，但被阮知方拒絕；安鄴單方面宣佈開放紅河沿岸為通商口岸，受到越南方面的警惕和防備。因此安鄴攻打河內，阮知方與兒子駙馬阮林（Nguyễn Lâm）登城抵抗，城陷，阮林中彈身亡，阮知方重傷被俘。阮知方拒絕接受治療，絕食而死。
阮知方去世後，阮朝朝廷廷議，要追究阮知方惹釁陷城的罪責，追奪阮知方一切職銜，永存斬候之案。嗣德帝以阮知方“一生忠勇”、“節義全門”為由，加恩開復為兵部左參知，保留壯烈伯爵位。嗣德二十八年（1875年），阮知方入祀忠義祠。同慶元年（1886年），經輔政大臣阮有度上奏，阮知方入祀賢良祠。
阮知方的補服被安鄴大尉當作戰利品帶回法國，如今藏於巴黎的榮軍院。而在越南，阮知方被當作殉國的忠臣，嗣德帝為阮知方、阮惟、阮林建立祠堂進行祭祀。
阮知方同另一位將軍黃耀一樣，被越南人當作殉國的忠臣。不少越南城市的街道以他的名字命名。

## 子女
阮知方有2子。
- 長子阮讍，襲封壯烈子，授禁兵該隊
  - 孫阮𧬆，成泰四年副榜，官翰林院侍讀
- 次子阮林，尚同春公主，授駙馬都尉
  - 孫阮知檢，官肇豐府知府
  - 孫阮知至，授錦衣校尉

## 腳註
1. 1 2  《越南史略》346頁
2. ↑  紹治帝上諭：文臣壯哉武烈，可封為壯烈子。
3. ↑  《越南史略》361頁
4. ↑  《越南史略》362頁
5. ↑  《越南史略》363頁
6. ↑  《越南史略》364頁
7. ↑  《越南史略》372頁
8. ↑  《越南史略》373頁
9. ↑  《越南史略》376頁
10. ↑  《越南史略》378頁
11. ↑  《越南史略》379頁
12. ↑  《越南史略》381頁